# Stewart SF-3
Stewart SF-3 — болид Формулы-1, построенный командой Stewart Grand Prix для участия в чемпионате мира 1999 года.

## История
Болидом управляли Рубенс Баррикелло и Джонни Херберт. На Гран-при Европы 1999 года на трассе Нюрбургринг Херберт завоевал первую и единственную победу команды Stewart Grand Prix в Чемпионате мира Формулы-1.
Команда заняла 4-е место в Кубке конструкторов. Сезон 1999 года стал самым успешным в короткой истории Stewart Grand Prix. В конце сезона команду выкупил концерн Ford и на следующий сезон команда была заявлена под новым названием - Jaguar Racing. Однако, за годы принадлежности Ford команда не смогла достичь уровня 1999 года.

## Дизайн и развитие
Тестирование SF-3 началось в 1998 году, начиная с тестов в Сильверстоуне с Лучано Бурти и Марио Хаберфельдом, которые выступали за Пола Стюарта в F3. Позже, в октябре 1998 года, Йос Ферстаппен также участвовал в испытаниях автомобиля 1999 года.
SF3 был представлен 7 января 1999 на выставке Autosport International в Национальном выставочном центре в Бирмингеме. 
В 1999 году Stewart SF-3 использовал новый двигатель Cosworth CR1 V10, заметно меньший и технически более продвинутый. В начале сезона 1999 года Ford объявил, что станет эксклюзивным поставщиком двигателей для Stewart Grand Prix, не продлив соглашение с Minardi на 2000 год. Вскоре после запуска новой машины Стюарт произвел внутренние перестановки в своей команде. Дэвид Ринг был назначен управляющим директором, а Пол Стюарт стал его заместителем. В то же время Гари Андерсон присоединился к ним в качестве технического директора, кроме того из Jordan Grand Prix пришел Даррен Дэвис, а из серии CART — Саймон Смарт. К середине сезона Ринг покинул команду и Пол Стюарт был назначен главным операционным директором.
В преддверии Гран-при Великобритании команда выпустила большое обновление для SF-3. Оно включало изменения днища, боковых понтонов, были приподняты выхлопные трубы и дополнительные модификации нового двигателя Cosworth.
Расцветка ливреи 1999 года не изменилась и была белой, с полосами в шотландскую клетку по бокам кокпита. HSBC оставался основным спонсором, а Ford был представлен своей эмблемой по бокам верхнего воздухозаборника. По ходу сезона у команды появились дополнительные спонсоры, такие как William Grant & Sons и Global Beach, которые поддержали команду при запуске их первого веб-сайта.

## Результаты выступлений
| Легенда к таблице |                                                                    |
| --- | ------------------------------------------------------------------ |
| В таблице перечислены результаты всех Гран-при Формулы-1, в которых использовался автомобиль. Строками таблицы являются сезоны, столбцами — этапы чемпионата мира. В каждой клетке указаны сокращённое название этапа и результат, дополнительно обозначенный цветом. Расшифровка обозначений и цветов представлена в нижеследующей таблице. |                                                                    |
| \| Пример \| Описание \| \| ------------ \| ------------------------------------------------------------------ \| \| 1 \| Победитель \| \| 2 \| Второе место \| \| 3 \| Третье место \| \| 5 \| Финишировал, заработав очки \| \| Сход \| Не финишировал, но при этом заработал очки \| \| 12 \| Финишировал, не получив очков \| \| НКЛ \| Финишировал, но не попал в финальную классификацию \| \| 15 \| Участвовал вне зачёта, либо по отдельной классификации \| \| 18 \| Не финишировал, но попал в финальную классификацию \| \| Сход \| Не финишировал \| \| НКВ \| Не прошёл квалификацию \| \| НПКВ \| Не прошёл предквалификацию \| \| ДСК \| Дисквалифицирован \| \| ИСК \| Исключён из протокола соревнований \| \| ТТ \| Заявлен для участия только в тренировках \| \| НС \| Участвовал в квалификации, но не стартовал в гонке \| \| Т \| Травмирован или болен \| \| ОТК \| Отказ от участия \| \| НТР \| Прибыл на соревнования, но на трассу не выезжал \| \| НПР \| Был заявлен в числе участников, но не прибыл к началу соревнований \| \| О \| Соревнования отменены \| \| \| Не участвовал \| \| Поул-позиция \| \| \| Быстрый круг \| \| |                                                                    |
| Пример | Описание                                                           |
| 1 | Победитель                                                         |
| 2 | Второе место                                                       |
| 3 | Третье место                                                       |
| 5 | Финишировал, заработав очки                                        |
| Сход | Не финишировал, но при этом заработал очки                         |
| 12 | Финишировал, не получив очков                                      |
| НКЛ | Финишировал, но не попал в финальную классификацию                 |
| 15 | Участвовал вне зачёта, либо по отдельной классификации             |
| 18 | Не финишировал, но попал в финальную классификацию                 |
| Сход | Не финишировал                                                     |
| НКВ | Не прошёл квалификацию                                             |
| НПКВ | Не прошёл предквалификацию                                         |
| ДСК | Дисквалифицирован                                                  |
| ИСК | Исключён из протокола соревнований                                 |
| ТТ | Заявлен для участия только в тренировках                           |
| НС | Участвовал в квалификации, но не стартовал в гонке                 |
| Т | Травмирован или болен                                              |
| ОТК | Отказ от участия                                                   |
| НТР | Прибыл на соревнования, но на трассу не выезжал                    |
| НПР | Был заявлен в числе участников, но не прибыл к началу соревнований |
| О | Соревнования отменены                                              |
| | Не участвовал                                                      |
| Поул-позиция |                                                                    |
| Быстрый круг |                                                                    |

| Год  | Команда           | Мотор                  | Шины | Пилоты     | 1   | 2    | 3   | 4    | 5    | 6    | 7    | 8   | 9    | 10   | 11  | 12   | 13   | 14  | 15  | 16  | Место | Очки |
| ---- | ----------------- | ---------------------- | ---- | ---------- | --- | ---- | --- | ---- | ---- | ---- | ---- | --- | ---- | ---- | --- | ---- | ---- | --- | --- | --- | ----- | ---- |
| 1999 | HSBC Stewart Ford | Ford Cosworth CR-1 V10 | B    |            | АВС | БРА  | САН | МОН  | ИСП  | КАН  | ФРА  | ВЕЛ | АВТ  | ГЕР  | ВЕН | БЕЛ  | ИТА  | ЕВР | МАЛ | ЯПО | 4     | 36   |
| 1999 | HSBC Stewart Ford | Ford Cosworth CR-1 V10 | B    | Баррикелло | 5   | Сход | 3   | 9    | ДСК  | Сход | 3    | 8   | Сход | Сход | 5   | 10   | 4    | 3   | 5   | 8   | 4     | 36   |
| 1999 | HSBC Stewart Ford | Ford Cosworth CR-1 V10 | B    | Херберт    | НС  | Сход | 10  | Сход | Сход | 5    | Сход | 12  | 14   | 11   | 11  | Сход | Сход | 1   | 4   | 7   | 4     | 36   |